# Єжи Лоєк
Єжи Адам Лоєк (пол. Jerzy Adam Łojek; псевдоніми — Leopold Jerzewski, Antoni Jałowiecki, Łukasz Jodko; нар. 3 вересня 1932, м. Варшава — пом. 7 жовтня 1986, там само) — польський історик, публіцист, українознавець.

## Біографія
Народився в м. Варшава, в родині військ. лікаря, майора Війська Польського Леопольда Лоєка (1897—1940; замордований НКВС у Катині; див. Катинський розстріл 1940). 1952–56 вивчав історію у Варшавському університеті. Потому працював у науковому закладі з вивчення теорії та історії преси при центральному видавництві робітничого видавничого кооперативу «Praca». Від 1960 — наук. співробітник Лабораторії історії періодики Польської АН. 1961 здобув у Варшавському ун-ті докторський ступінь. Від 1967 — д-р габілітований за працю «Дослідження преси й громадської думки в Королівстві Польському 1815—1830». Цього ж року став доцентом (у званні професора йому було відмовлено з політ. міркувань — через його опозиційну діяльність). Надрукував 34 книги й понад 350 статей. 1974 за сукупність наук. здобутків отримав нагороду Фундації Южиковських (Jurzykowski).
Наук. зацікавлення зосереджувалися на історії Польщі на переломі 18 й 19 ст., історії польсько-рос. дипломатичних відносин, політ. історії 4-літнього сейму (1788–92), проблематиці польс. повстань після 3-го поділу Польщі 1795 (див. Поділи Польщі 1772, 1793, 1795) й агресії більшовицької Росії проти Польщі 1939 (див. Радянсько-польська війна 1939). Сформулював тезу, що Польща 1939 мала погодитися на поступки щодо Німеччини, аби уникнути війни. Досліджував газетярство й польс. пресу 18–19 ст.; був ред. і співавтором «Історії польської преси» (т. 1–4. Варшава, 1976–80).
Автор ґрунтовних досліджень з польсько-укр. проблематики, зокрема своєрідного «українського триптиха», присвяченого родині польс. магнатів Потоцьких — Софії Потоцькій, Станіславу-Щенсному Потоцькому та їхнім нащадкам. Найвідоміша з цього циклу праця — «Історія прекрасної Бітинки: Оповідь про життя Софії Вітт-Потоцької (1760—1822)» (1970; «бестселер польської історичної літератури» — Я.Дашкевич), яка неодноразово перевидавалася (укр. переклад 2005) й успіхом якої автор значною мірою завдячував безкорисливій допомозі історика й краєзнавця з Умані Н.Суровцової та посередництву Я.Дашкевича. У вступі до книги йшлося: «Під час кількарічних джерельних пошуків й праці над цією книгою автор зустрів найприхильніше зацікавлення й постійну, безкорисливу, але надзвичайно цінну допомогу насамперед з боку однієї особи. Нею є д-р Надія Суровцова, відомий знавець історії України 17 й 18 ст., велика шанувальниця парку у Софіївці. Без численних архівних інформацій й джерельних матеріалів, отриманих завдяки допомозі д-ра Суровцової, ця книжка втратила б половину своєї вартості. Складаю їй у цьому місці найсердечнішу подяку за цю допомогу, що є чудовим прикладом співпраці польських і українських істориків у дослідженні проблем, що належать до спільної минувшини обох наших суспільств». У листі до Н.Суровцової від 20 липня 1970 Л. згадував: «Знову подумки пробігаю шляхами, які йдуть через Україну. Стільки подій, найважливіших для історії Польщі, відбувалося в Україні! Тим більше хотів би побачити цей чудовий край». Свою уманську кореспондентку Л. уповноважив вести переговори від його імені щодо ймовірного укр. видання своєї праці й бути її перекладачкою (задум тоді не вдалося реалізувати).
У 1970-х рр. співпрацював з польс. незалежницькою правицею й брав участь у громад. к-ті увічнення пам'яті жертв катинського злочину. Від 1980 — учасник руху «Солідарність», друкувався в нелегальних польс. виданнях. 1981 керував у рамках Центру громад. досліджень «Солідарності» регіону Мазовше лабораторією новітньої історії. Його «Історія Катинської справи» (1980, 1989) стала першою крайовою книжкою з проблематики цього злочину. 1982 достроково вийшов на пенсію, продовжував працювати у статусі незалежного дослідника. На замовлення Є.Ґедройца, гол. ред. паризьких «Kultury» i «Zeszytów historycznych» (там Л. не раз публікував свої матеріали), 1983 підготував працю «Історичний календар: Полемічна історія Польщі».
Помер у м. Варшава.
Від 1989 Інститут ім. Юзефа Пілсудського в Нью-Йорку (США) призначає премію його імені. Від 1994 друкувалася «Бібліотека вибраних праць Є.Лоєка» (упродовж 1994–98 опубл. 7 томів).